# Руднянский сельсовет (Витебская область)
Руднянский сельсовет — упразднённая административная единица на территории Городокского района Витебской области Белоруссии. В сентябре 2018 года сельсовет упразднён, его населённые пункты включены в состав Межанского и Езерищенского сельсоветов.

## Состав
Руднянский сельсовет включал 23 населённых пункта:
- Андреево — деревня.
- Астапковичи — деревня.
- Бибино — деревня.
- Болотница — деревня.
- Борки — деревня.
- Водяники — деревня.
- Газьба — деревня.
- Гати — деревня.
- Дорохи — деревня.
- Горки — деревня.
- Гуколы — деревня.
- Дубровки — деревня.
- Задрачье — деревня.
- Кудины — деревня.
- Луговские — деревня.
- Ляховка — деревня.
- Марченки — деревня.
- Прудок — деревня.
- Репище — деревня.
- Рудня — деревня.
- Солодухи — деревня.
- Халипы — деревня.
- Шмани — деревня.

Ранее на территории сельсовета находились исчезнувшие деревни Воблые, Жуково, Лобанёвка, Синяки и Трубачёво.